# Juan Pablo Rendón
Pour les articles homonymes, voir Rendon.
Rendón  Jaimes est un nom espagnol. Le premier nom de famille, en général paternel, est Rendón ; le second, en général maternel, souvent omis, est Jaimes.
Juan Pablo Rendón Jaimes, né le 17 avril 1989 à La Ceja, est un coureur cycliste colombien.

## Biographie
En 2019, après plusieurs cas de dopage détectés en Colombie au cours de cette année, la Fédération colombienne de cyclisme publie une liste des cyclistes sanctionnés par cette organisation depuis 2010. Parmi ces noms figure Juan Pablo Rendón, suspendu pendant quatre ans entre octobre 2018 et octobre 2022, après un contrôle positif à l'EPO, sur un prélèvement effectué hors compétition à La Ceja.

## Palmarès et résultats

### Palmarès par année
- 2014
  - 1re étape de la Vuelta a Chiriquí (contre-la-montre par équipes)
- 2015
  - Prologue de la Clásica de Rionegro
  - 4e étape de la Clásica de El Carmen de Viboral
  - 1re étape de la Vuelta al Tolima (contre-la-montre)
  - 1re étape du Tour de Colombie (contre-la-montre par équipes)
- 2016
  - 3e du championnat de Colombie du contre-la-montre par équipes
  - 3e du championnat de Colombie du contre-la-montre
  - 3e de la Clásica de Girardot
- 2017
  - 3e de la Vuelta al Valle del Cauca
  - 3e de la Vuelta al Tolima
- 2018
  - 1re étape de la Clásica Marco Fidel Suárez
- 2023
  - 2e de la Vuelta al Magdalena

### Classements mondiaux
| Année            | 2016 |
| ---------------- | ---- |
| UCI America Tour | 215e |